# تیمور مسکن‌لی
تیمور مسکن‌لی (ترکی آذربایجانی: Teymurmüskənli) یک منطقهٔ مسکونی در جمهوری آرتساخ است که در استان کاشاتاق واقع شده‌است.